# Aïllant elèctric

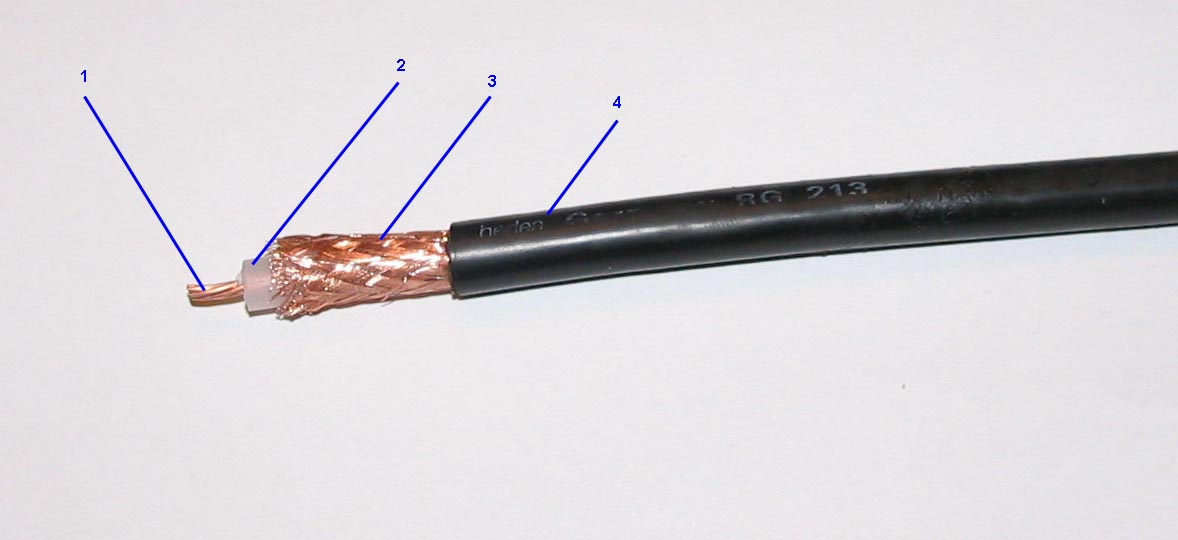
Un cable coaxial amb dues seccions conductores (1) i (3) separades per dos materials aïllants (2) i (4).

El aïllant elèctric és un material o un objecte que no conté electrons lliures que puguin permetre el flux del corrent elèctric. Això significa que quan s'aplica una diferència de potencial al llarg d'un aïllant elèctric no es produeix cap flux de càrrega ni de corrent. Un objecte o peça de material aïllant destinada a suportar o a separar els conductors elèctrics sense que hi hagi pas de corrent entre ells rep el nom d'aïllador.
El terme aïllant elèctric té el mateix significat que el terme dielèctric.
D'acord amb la teoria moderna de la matèria (comprovada per resultats experimentals), els àtoms de la matèria estan constituïts per un nucli carregat positivament, al voltant del qual giren a gran velocitat càrregues elèctriques negatives. Aquestes càrregues negatives, els electrons, són indivisibles i idèntiques per a tota la matèria.
La diferència dels diferents materials és que els aïllants són materials que presenten gran resistència al desplaçament de les càrregues que el formen. Per contra, els conductors tenen càrregues lliures i que poden moure's a gran velocitat, això és degut al fet que els electrons poden passar lliurement d'un àtom a un altre quan s'aplica una diferència de potencial (d.d.p.). Alguns materials, principalment els metalls, tenen un gran nombre d'electrons lliures que poden moures a través del material. Aquests materials tenen la facilitat de transmetre càrrega d'un objecte a un altre (materials conductors). Els millors conductors són: la plata, el coure i l'alumini.

## Materials d'Aïllants elèctrics
- Cinta de cotó
- Seda
- Fibra de vidre
- Resines sintètiques
- Tela impregnada amb oli
- Paper plastificat
- Cartrons diversos
- Falques de fusta
- Materials plàstics
- Vernissos (eixugats a l'aire o eixugats al forn)
- Tubs impregnats d'oli (macarró)

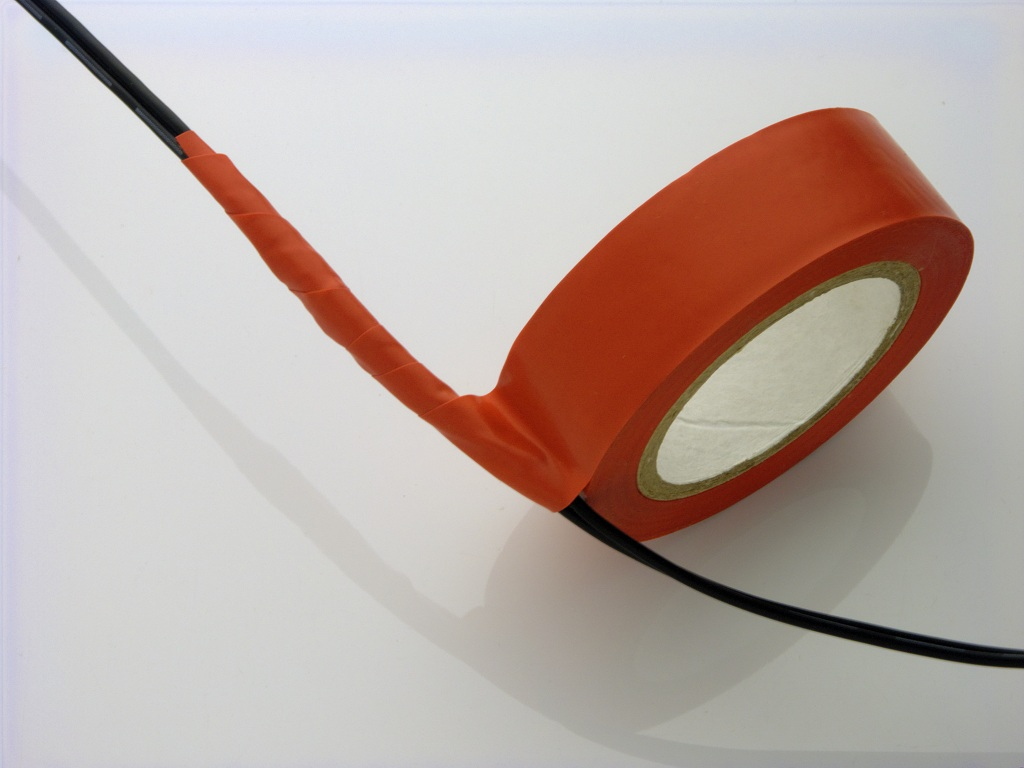
Cinta aïllant adhesiva.

- Peces sòlides de Ceràmiques i vidres

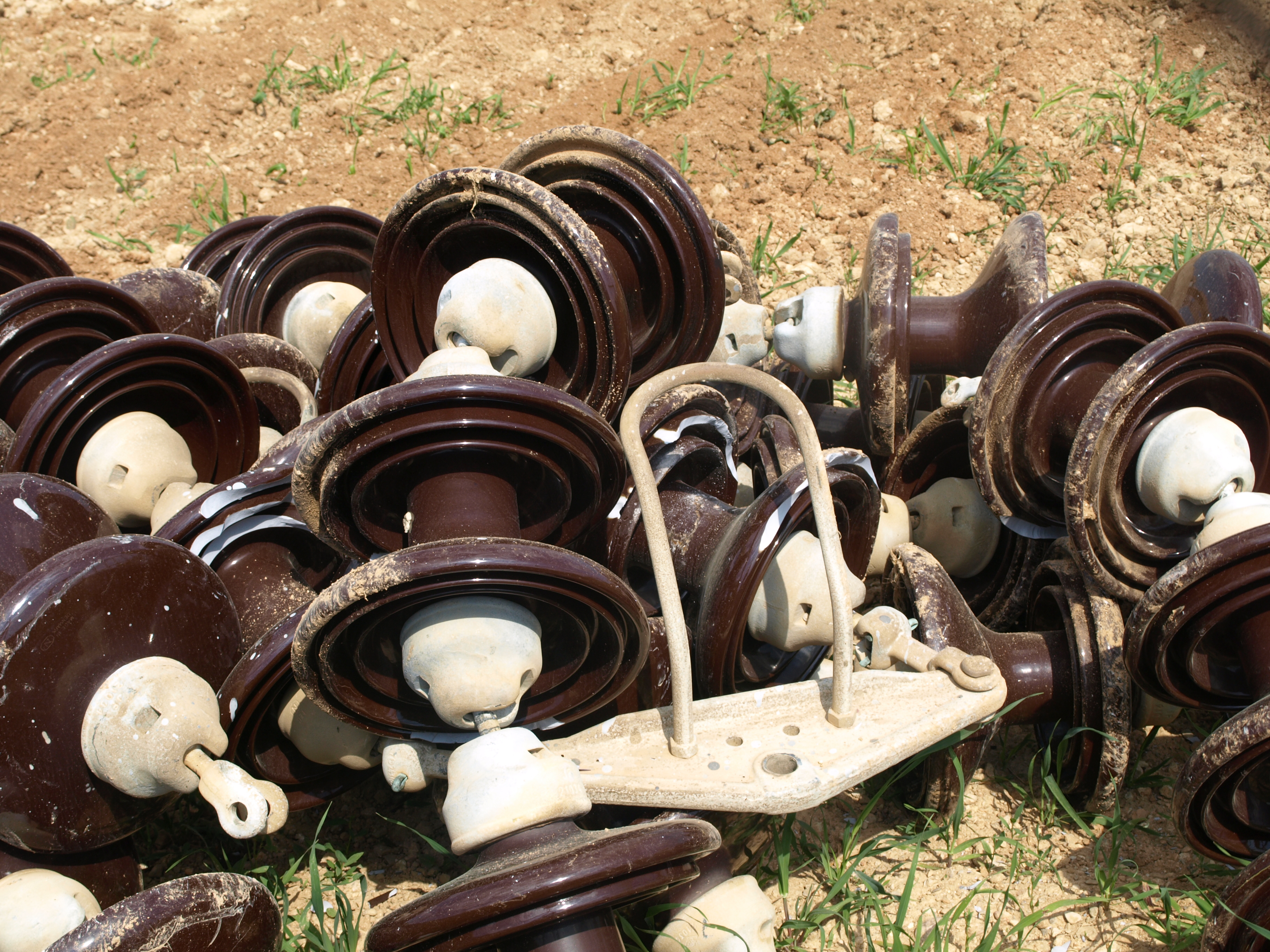
Mòduls ceràmics usats com ailladors en línies de transport

Els aïllants poden servir a les màquines elèctriques per protegir el circuit elèctric del circuit magnètic, tapant les ranures o bé entre diverses bobines.
Els cables elèctrics d'interior porten un aïllant plàstic que pot ser de colors diversos: Negre (Fase), Marró (Fase), Gris (Fase), Blau (Neutra) i el verd i groc junts (sempre per la presa de terra); El vermell i altres colors d'aïllants poden ser usats per identificar que són de maniobra.
En el cas de les línies de transport d'energia elèctrica aèries, per tal d'estalviar diners els cables estan a l'aire, sense recobrir en la major part de la seva longitud. Com que no sempre es pot aconseguir que romanguin paral·lels, de vegades es fan servir separadors de fase per impedir que les fases diferents contacten entre si.

## Física de conducció en sòlid
D'acord amb la teoria moderna de la matèria (comprovada per resultats experimentals), els àtoms de la matèria estan constituïts per un nucli carregat positivament, al voltant del qual giren a gran velocitat càrregues elèctriques negatives. Aquestes càrregues negatives, els electrons, són indivisibles i idèntiques per a tota la matèria.
En els elements anomenats conductors, alguns d'aquests electrons poden passar lliurement d'un àtom a un altre quan s'aplica una diferència de potencial (o tensió elèctrica) entre els extrems del conductor.
A aquest moviment d'electrons és al que es diu corrent elèctric. Alguns materials, principalment els metalls, tenen un gran nombre d'electrons lliures que poden moure's a través del material. Aquests materials tenen la facilitat de transmetre càrrega d'un objecte a un altre, aquests són els abans esmentats conductors.
La majoria dels aïllants tenen una banda prohibida gran. Això ocorre perquè la banda de "valència" que conté els electrons de major energia està plena, i un gran buit energètic separa aquesta banda de la banda immediatament superior. Sempre hi ha un cert voltatge anomenat tensió de ruptura) que proporciona als electrons prou energia per a ser excitats en aquesta banda. Una vegada que se supera aquest voltatge, es produeix la ruptura elèctrica i el material deixa de ser un aïllant, passant la càrrega. Això sol anar acompanyat de canvis físics o químics que degraden permanentment el material i les seves propietats aïllants.
Quan el camp elèctric aplicat a través d'una substància aïllant supera en qualsevol punt el camp llindar de ruptura d'aquesta substància, l'aïllant es converteix sobtadament en conductor, provocant un gran augment del corrent, un arc elèctric a través de la substància. La ruptura elèctrica es produeix quan el camp elèctric en el material és prou fort per a accelerar els portadors de càrrega lliures (electrons i ions, que sempre són presents en baixes concentracions) a una velocitat prou alta com per a arrencar els electrons dels àtoms quan xoquen contra ells,  ionitzant els àtoms. Aquests electrons i ions alliberats s'acceleren al seu torn i colpegen altres àtoms, creant més portadors de càrrega, en una reacció en cadena. Ràpidament, l'aïllant s'omple de portadors de càrrega mòbils i la seva resistència descendeix a un nivell baix. En un sòlid, la tensió de ruptura és proporcional a l'energia de la banda prohibida. Quan es produeix un efecte corona, l'aire en una regió al voltant d'un conductor d'alta tensió pot trencar-se i ionitzar-se sense que es produeixi un augment catastròfic del corrent. No obstant això, si la regió de descomposició de l'aire s'estén fins a un altre conductor amb un voltatge diferent, es crea un camí conductor entre ells, i un gran corrent flueix a través de l'aire, creant un arc elèctric. Fins i tot el buit pot sofrir una espècie de descomposició, però en aquest cas la descomposició o arc en el buit implica càrregues expulsades de la superfície d'elèctrodes metàl·lics en lloc de ser produïdes pel propi buit.
A més, tots els aïllants es converteixen en conductors a temperatures molt altes, ja que l'energia tèrmica dels electrons de valència és suficient per a posar-los en la banda de conducció.
En uns certs condensadors, els curtcircuits entre elèctrodes formats a causa de la ruptura dielèctrica poden desaparèixer quan es redueix el camp elèctric aplicat.

### La llei d'Ohm
Llei d'Ohm: V = I x R
El voltatge fa que l'electricitat flueixi al llarg dels filferros de coure, mentre que l'aïllament que cobreix aquests filferros exerceixen una resistència al pas de corrent, que és molt menor al llarg del filferro.
En aplicar la Llei d'Ohm al filferro, contra menys resistència del filferro tindrem més corrent amb el mateix voltatge. És important tenir present que cap aïllament és perfecte (la seva resistència no és infinita), de manera que certa quantitat d'electricitat flueix al llarg de l'aïllament a través de la terra. Aquest corrent pot ser de milionèsimes d'amperes, però s'ha de mesurar amb un bon instrument de prova d'aïllament, com el megòmetre, popularment conegut com a Megger.
En resum, un bon aïllament és el que no es deteriora en augmentar el voltatge i, per tant, el corrent, obtenint-se una resistència alta, la qual s'ha de mantenir en el temps. Això es visualitza en realitzar mesures periòdiques i estudiant la tendència que provoca que un aïllament es deteriori.
Existeixen diferents tipus de sol·licitacions:
Sobretensions en règim permanent, o sobretensions permanents o a les seves proximitats. Es caracteritzen pel seu front escarpat de duració compressa entre microsegons i mil·lisegons:
Front lent. Front de 20 microsegons a 500 microsegons, cua de fins als 20 mil·lisegons
Front ràpid. Front de 0,1 microsegons a 20 microsegons, cua de fins als 300 microsegons.
Front molt ràpid. Front menor (que hagi contacte elèctric) Els materials utilitzats més freqüentment són els plàstics i les ceràmiques
El comportament dels aïllants és degut a la barrera de potencial que s'estableix entre les bandes de valència i conducció, que dificulta l'existència d'electrons lliures capaços de conduir l'electricitat a través del material (per més detalls consultar semiconductors).
Un material aïllant de l'electricitat té una resistència teòricament infinita. Alguns materials, com l'aire o l'aigua són aïllants sota certes condicions però no per a unes altres. L'aire, per exemple, aïllant a temperatura ambienti i sota condicions de freqüència del senyal i potència relativament baixes, pot convertir-se en conductor.
Materials conductors: metalls, ferro, mercuri, or, plata, coure, platí, plom, etc.
Materials aïllants: plàstic, fusta, ceràmiques, etc.

## Aïllament en aparells elèctrics

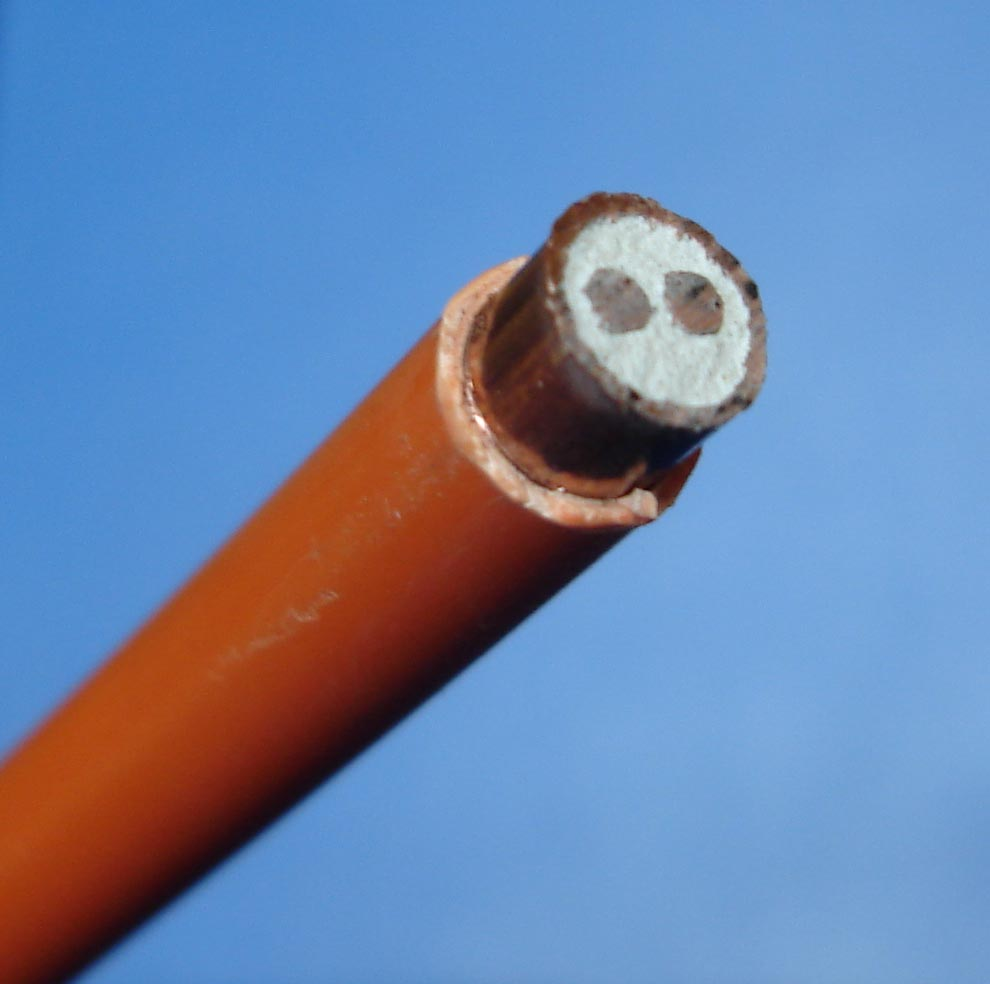
Cable amb revestiment de PVC cable de coure amb aïllament mineral amb dos nuclis conductors.

El material aïllant més important és l'aire. En els aparells elèctrics també s'utilitzen diversos aïllants sòlids, líquids i gas. En transformadors més petits, generadors i motors elèctrics, l'aïllament de les bobines de filferro consisteix en fins a quatre capes fines de pel·lícula de vernís polimèric. El filferro magnètic aïllat amb pel·lícula permet al fabricador obtenir el màxim nombre de voltes en l'espai disponible. Els debanaments que utilitzen conductors més gruixuts sovint s'emboliquen amb cinta aïllant suplementària de fibra de vidre. Els debanaments també poden impregnar-se amb vernissos aïllants per a evitar la corona elèctrica i reduir la vibració del filferro induïda magnèticament. Els debanaments dels grans transformadors de potència es continuen aïllant principalment amb paper, fusta, vernís i oli mineral; encara que aquests materials s'han utilitzat durant més de 100 anys, continuen oferint un bon equilibri entre economia i rendiment adequat. Les barres col·lectores i els disjuntors dels commutadors poden estar aïllats amb plàstic reforçat amb fibra de vidre, tractat perquè tingui una baixa propagació de la flama i per a evitar el seguiment del corrent a través del material.
En els aparells més antics fabricats fins a principis de la dècada de 1970, poden trobar-se plaques d'amiant comprimit; encara que es tracta d'un aïllant adequat a freqüències de potència, la manipulació o reparació del material d'amiant pot alliberar fibres perilloses a l'aire i ha de realitzar-se amb precaució. El filferro aïllat amb amiant de feltre es va utilitzar en aplicacions d'alta temperatura i resistents a partir de la dècada de 1920. General Electric venia aquest tipus de cable amb el nom comercial "Deltabeston".
Fins a principis del , segle xx els quadres de distribució en tensió eren de pissarra o marbre. Alguns equips d'alta tensió estan dissenyats per a funcionar dins d'un gas aïllant d'alta pressió, com l'hexafluorur de sofre. Els materials aïllants que funcionen bé a potència i baixes freqüències poden ser insatisfactoris a radiofreqüència, a causa de l'escalfament per dissipació dielèctrica excessiva.
Els cables elèctrics poden aïllar-se amb polietilè, polietilè reticulat (mitjançant processament per feix d'electrons o reticulació química), PVC, Kapton, polímers similars al cautxú, paper impregnat d'oli, Tefló, silicona o etilè tetrafluoroetilè modificat (ETFE). Els cables d'alimentació de major grandària poden utilitzar pols inorgànica comprimida, depenent de l'aplicació.
Els materials aïllants flexibles com el PVC (clorur de polivinil) s'utilitzen per a aïllar el circuit i evitar el contacte humà amb un cable "viu", és a dir, amb una tensió de 600 volts o menys. És probable que s'utilitzin cada vegada més materials alternatius, ja que la legislació de la UE sobre seguretat i medi ambient fa que el PVC sigui menys econòmic.
En aparells elèctrics com a motors, generadors i transformadors, s'utilitzen diversos sistemes d'aïllament, classificats segons la seva temperatura màxima de treball recomanada per a aconseguir una vida útil acceptable. Els materials van des de tipus de paper millorats fins a compostos inorgànics.

### Aïllament de Classe I i Classe II
Tots els aparells elèctrics portàtils o de mà estan aïllats per a protegir el seu usuari de descàrregues nocives.
L'aïllament de classe I requereix que el cos metàl·lic i altres parts metàl·liques exposades de l'aparell estiguin connectades a terra a través d'un cable de terra que estigui amb presa de terra en el panell de servei principal, però només necessita un aïllament bàsic en els conductors. Aquest equip necessita una clavilla addicional a l'endoll per a la connexió a terra.
Aïllament de classe II significa que l'aparell està doblement aïllat. S'utilitza en alguns aparells com afaitadores elèctriques, assecadors de pèl i eines elèctriques portàtils. El doble aïllament requereix que els dispositius tinguin aïllament bàsic i suplementari, cadascun dels quals és suficient per a evitar descàrregues elèctriques. Tots els components interns elèctricament energitzats estan totalment tancats en un cos aïllat que impedeix qualsevol contacte amb les parts "vives". A l'UE, tots els aparells amb doble aïllament estan marcats amb un símbol de dos quadrats, un dins de l'altre.

## Història

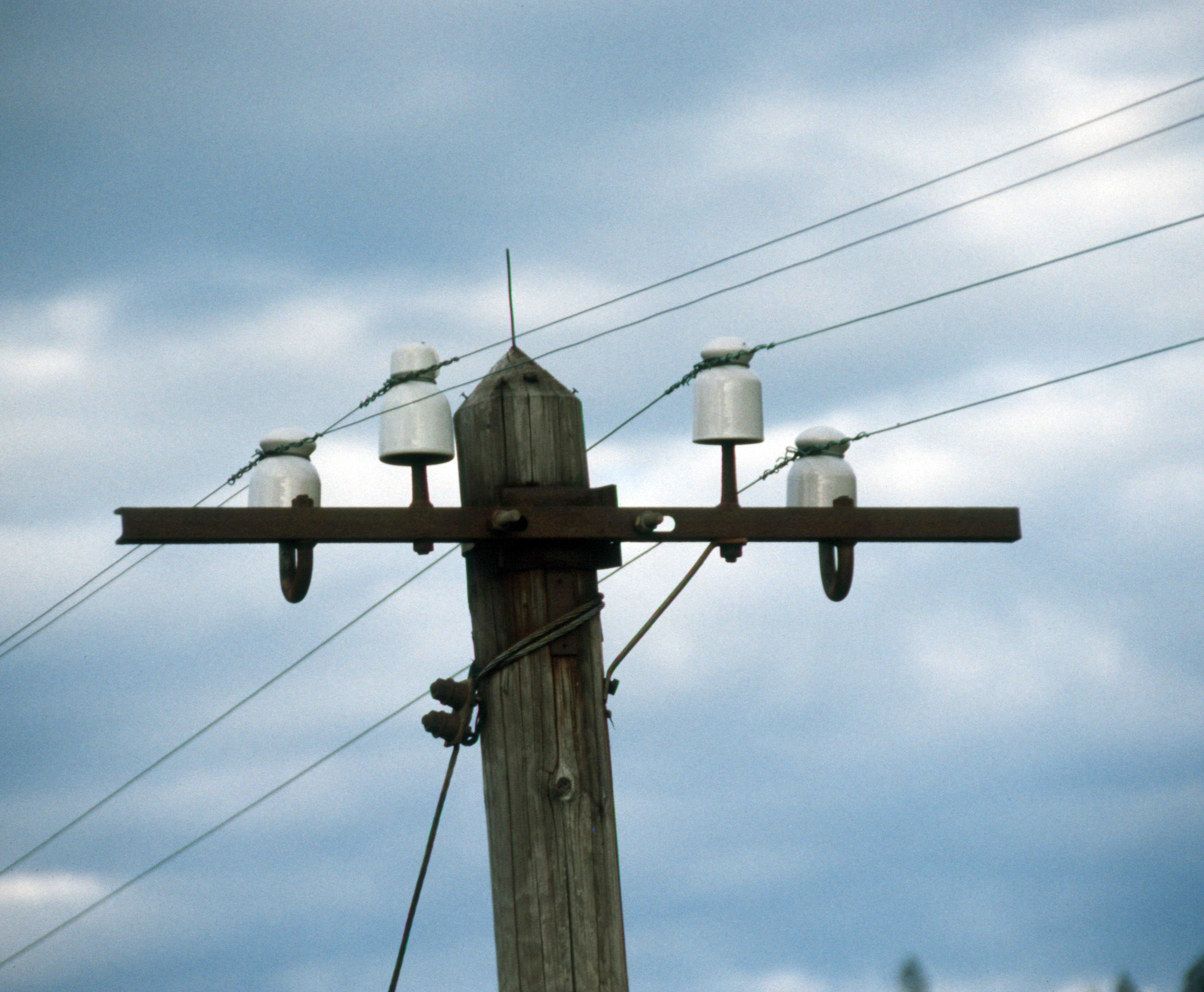
Pal de telègraf amb aïlladors de porcellana a Schwaben, Alemanya

Els primers sistemes elèctrics que van utilitzar aïlladors van ser les línies telegràfiques; la fixació directa dels cables als pals de fusta donava molt mals resultats, especialment quan hi havia humitat.
Els primers aïllants de vidre que es van utilitzar en grans quantitats tenien un orifici sense rosca. Aquests trossos de vidre es col·locaven sobre un passador de fusta cònic, que s'estenia verticalment cap amunt des de la creuera del pal (comunament només dos aïlladors a un pal i tal vegada un damunt del mateix pal). La contracció i dilatació natural dels cables lligats a aquests "aïlladors sense fil" feia que els aïlladors es desprenguessin de les seves clavilles, la qual cosa requeria un reajustament manual.
Entre els primers a produir aïlladors de ceràmica es troben les empreses del Regne Unit, amb Stiff i Royal Doulton utilitzant gres des de mitjan dècada de 1840, Joseph Bourne (que posteriorment va passar a dir-se Denby Pottery Company) produint-los des d'aproximadament 1860 i Bullers des de 1868. La patent número 48.906 va ser concedida a Louis A. Cauvet el 25 de juliol de 1865 per un procés per a produir aïlladors amb un orifici roscat: els aïlladors de tipus passador continuen tenint orificis roscats.
La invenció dels aïlladors de suspensió va fer possible la transmissió d'energia d'alta tensió. A mesura que les tensions de les línies de transmissió aconseguien i superaven els 60.000 volts, els aïlladors necessaris es feien molt grans i pesats, i els fabricats per a un marge de seguretat de 88.000 volts eren el límit pràctic per a la seva fabricació i instal·lació. Els aïlladors de suspensió, en canvi, poden connectar-se en cadenes tan llargues com ho requereixi la tensió de la línia.
S'ha fabricat una gran varietat d'aïlladors telefònics, telegràfics i elèctrics; algunes persones els col·leccionen, tant pel seu interès històric com per la qualitat estètica de molts dissenys i acabats d'aïlladors. Existeix una organització de col·leccionistes que és la US National Insulator Association (Associació Nacional d'Aïlladors dels Estats Units), que té més de 9.000 membres.

## Altres articles relacionats
- Aïllant tèrmic
- Conductor elèctric